# Stockwood (Dorset)
Stockwood – wieś w Anglii, w hrabstwie Dorset. Leży 22 km na północny zachód od miasta Dorchester i 186 km na południowy zachód od Londynu.